# Mandakini
Der Mandakini (Hindi: मंदाकिनी) ist ein rechter Nebenfluss der Alaknanda, dem linken Quellfluss des Ganges, im Himalaya im indischen Bundesstaat Uttarakhand.
Das Quellgebiet des Mandakini liegt an der Südflanke des Berges Kedarnath im Süden der Gangotri-Gruppe im Garhwal-Himalaya auf einer Höhe von 3865 m. Der Fluss wird vom Chorabarigletscher gespeist. Nahe der Quelle liegt der hinduistische Wallfahrtsort Kedarnath. Der Mandakini fließt in überwiegend südlicher Richtung durch den Distrikt Rudraprayag und mündet schließlich bei der Distrikthauptstadt Rudraprayag in die Alaknanda. Der Mandakini hat eine Länge von ca. 70 km. 